# CB Alzira
Der Club Balonmano Alzira war ein spanischer Handballverein aus Alzira, dessen erste Männermannschaft in der ersten spanischen Liga spielte.

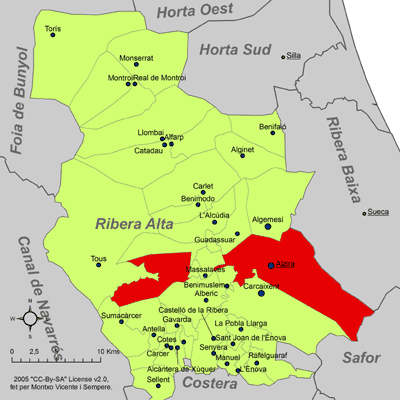
Lage der Stadt in der Comarca Ribera Alta

## Geschichte
Der Verein wurde im Jahr 1989 gegründet und übernahm die Lizenz des nahegelegenen Erstligisten Club Balonmano Valencia. Nach dem Hauptsponsor Avidesa trug er den Namen CB Avidesa Alzira. In der Saison 1989/90 wurde die Mannschaft Fünfter in der División de Honor de balonmano. Ab 1990 hieß die erste spanische Liga Liga ASOBAL. Dort wurde Alzira in der Spielzeit 1990/91 wieder Fünfter. In der Saison 1991/92 erreichte die Mannschaft den vierten Rang in der Liga. Im Finale des spanischen Pokals siegte man gegen den FC Barcelona mit 26:25. Im IHF-Pokal 1991/92 nahm Alzira erstmals an einem europäischen Vereinswettbewerb teil und scheiterte erst im Halbfinale mit 25:22 und 20:25 am deutschen Verein und späteren EHF-Pokalsieger SG Wallau/Massenheim. In der Saison 1992/93 belegte man erneut den vierten Platz. Im Europapokal der Pokalsieger 1992/93 schied man im Viertelfinale gegen den späteren Sieger OM Vitrolles nach einem 23:16 zu Hause noch mit 14:24 in Marseille aus. In der Saison 1993/94 schied die Mannschaft in der nationalen Liga im Halbfinale der Play-offs aus. Im EHF-Pokal 1993/94 triumphierte Alzira nach Siegen über Dukla Prag aus Tschechien, RK Siscia Sisak aus Kroatien, Wisła Płock aus Polen und Bidasoa Irún aus Spanien. In den Finalspielen reichte die knappe 21:22-Auswärtsniederlage nach einem 23:19-Sieg zu Hause über die HC Linz AG aus Österreich. Zur Saison 1994/95 zog sich der Hauptsponsor zurück, woraufhin einige Topspieler den Verein verließen. In der Liga ASOBAL kam man nur noch auf den 10. Platz. Im EHF-Pokal 1994/95 schied man als Titelverteidiger im Viertelfinale am Ligarivalen und späteren Sieger BM Granollers aus. Nachdem der Verein Schulden in Höhe von 100 Millionen Peseten, umgerechnet etwa 600.000 Euro, aufgehäuft hatte, zog er sich nach Ende der Saison zurück. Die Lizenz ging an den CB Eresa Valencia zurück.

## Bekannte Persönlichkeiten
- Juan Francisco Alemany (1989–94)
- Quique Andreu
- César Argilés (Trainer, 1989–94)
- Dumitru Berbece (1992–93)
- Manuel Cañadilla (1989–?)
- Alejandro Catalá
- Marian Dumitru (1992–94)
- Salvador Esquer (1989–95)
- Jaume Fort (1990–94)
- Aleix Franch (1992–95)
- Álvaro García
- Emilio Hernández
- Júlíus Jónasson (1993–94)
- Igor Kustow (1994–95)
- Ricardo Marín
- Nacho Novoa (1989–90)
- Paco Otero (1989–?)
- Juan José Panadero (1993–95)
- Patxi Peg (1990–95)
- Eduardo Sala
- Daniel Santos
- Javier Santos
- Juan Selma (1989–?, Kapitän)
- Dragan Škrbić (1994–95)
- Vasile Stîngă (1989–92)
- Geir Sveinsson (1991–95)
- Maricel Voinea (1989–92)
- Andrei Xepkin (1992–93)